# Клецко (Львовская область)
Клецко (укр. Кліцько) — село в Комарновской городской общине Львовского района Львовской области Украины.
Население по переписи 2001 года составляло 273 человека. Занимает площадь 1,156 км². Почтовый индекс — 81564. Телефонный код — 3231.